# Fernando de Mello Vianna
Fernando de Mello Vianna (Sabará, 15 de marzo de 1878 — Río de Janeiro, 10 de febrero de 1954), abogado y político brasileño.

## Biografía
Estudió ciencias jurídicas en la Facultad de Derecho de Ouro Preto (actual Facultad de Derecho de la Universidad Federal de Minas Gerais). Ejerció la abogacía en Uberaba; actualmente, el Fórum de Uberaba lleva su nombre como homenaje.
Fue presidente del estado de Minas Gerais entre 1924 y 1926. Posteriormente ocupó la Vicepresidencia de la República durante el gobierno de Washington Luís Pereira de Sousa; después de Nilo Peçanha, Mello Vianna fue el segundo mulato en la historia de Brasil en ocupar ese alto cargo.